# Mícit
Mícit (grec antic: Μίκυθος, llatí: Micythus), fill de Queros, fou un esclau al servei del tirà Anaxilau de Règion que es va anar guanyant la confiança del seu amo i a la mort d'aquest, l'any 476 aC, el va deixar com a regent dels seus fills fins que arribessin a la majoria d'edat.
Va governar amb saviesa i vigor i va ser estimat pels seus súbdits. Tant Règion com Messana es van mantenir en pau durant el seu govern. Va ajudar els tarentins en la seva guerra contra els iapigis (473 aC), que va acabar amb derrota grega en la qual van morir tres mil soldats de Règion i els fugitius van ser perseguits fins a les portes de la ciutat; tot i aquest desastre el 471 aC, Règion tornava a ser poderosa i va fundar la colònia de Pixunt (anomenada Buxent pels romans).
Hieró I de Siracusa, segurament per enveja, va convidar als dos fills d'Anaxilau a Siracusa, i allí els va demanar que requerissin del seu tutor la sobirania que els pertanyia i apartessin del poder a Mícit, a qui calia demanar comptes de la seva administració. Al seu retorn, Mícit, va abdicar el govern i va retre comptes exactes del seu període (467 aC) i se'n va anar al Peloponnès amb la seva fortuna privada. Es va establir a Tègea, on va residir la resta de la seva vida, segons Heròdot. Pausànias diu que es va distingir pel gran nombre d'estàtues i ofrenes que havia fet a Olímpia.